# Roe Highway
Der Roe Highway ist eine Stadtautobahn in Perth im Südwesten des australischen Bundesstaates Western Australia. Er verbindet den Great Northern Highway nördlich des nordöstlichen Vorortes Middle Swan mit dem Kwinana Freeway im südwestlichen Vorort Bibra Lake. Zusammen mit dem am Nordende westlich anschließenden Reid Highway bildet er die äußere Ringstraße um Perth.
Diese Stadtautobahn ist eine der wichtigsten Routen für den Schwerverkehr in Perth. Mit Ausnahme einiger Kreuzungen beträgt die Geschwindigkeitsbegrenzung 100 km/h. Zwischen dem Kwinana Freeway und dem Tonkin Highway ist die Straße als Autobahn mit höhenfreien Anschlüssen ausgebaut. Auf dem Rest der Strecke gibt es einige Ampelkreuzungen.

## Nummerierung
Der Roe Highway ist auf seiner gesamten Länge als Staatsstraße 3 (S3) bezeichnet. Zwischen den Anschlüssen des Great Eastern Highway Bypass (N94) und des Great Eastern Highway (N94 / R1) trägt er zusätzlich die Bezeichnung Nationalstraße 94 (N94). Zwischen den Anschlüssen des Great Eastern Highway (N94 / R1) und des Great Northern Highway (N95 / R1) trägt er zusätzlich die Bezeichnung Nationalstraße 95 (N95).

## Geschichte
Der Roe Highway wurde bereits 1955 von Gordon Stevenson als Teil des Metropolitan Region Planning Scheme vorgeschlagen. Er wurde nach John Septimus Roe, dem ersten Obersten Landvermesser von Western Australia, benannt.
Die Arbeiten begannen 1981 und der erste Abschnitt zwischen Beechboro-Gosnells Highway und Bushmead Road wurde 1983 eröffnet. Der nächste Abschnitt – von der Bushmead Road zum Great Eastern Highway wurde 1984 fertiggestellt. Der dritte Abschnitt zwischen Great Eastern Highway und Great Northern Highway wurde 1988 zusammen mit dem Great Eastern Highway Bypass eröffnet.
1994 wurde der Highway im Süden um 2 km vom Tonkin Highway zur Welshpool Road verlängert. Nach sieben Jahren Pause gab es 2001 eine weitere Verlängerung um 4 km im Südwesten von der Welshpool Road zum Kenwick Link (einem 1998 fertiggestellten Bypass des Albany Highway). Dieser Abschnitt wurde als 'Stufe 4' bezeichnet. Die Arbeiten am 3 km langen Abschnitt der Stufe 5 wurden gleichzeitig mit der Stufe 4 in Angriff genommen und führten zur Verlängerung des Roe Highway bis zur Nicholson Road im Jahre 2002.
Stufe 6, eine 5 km lange Verlängerung von der Nicholson Road zur South Street, wurde 2004 eingeweiht und Stufe 7 kurz danach angekündigt. Der 5 km lange Abschnitt von der South Street zum Kwinana Freeway (Stufe 7) wurde 2006 fertiggestellt. Damit war der Highway fertig.
Die 19 km lange Strecke, die seit 1994 zwischen dem Tonkin Highway und dem Kwinana Freeway entstanden ist, hat den Standard eine Freeways. Vielleicht wird er später auch als Freeway ausgewiesen.
Im Juni 2012 wurde die neue höhenfreie Kreuzung mit dem Great Eastern Highway eröffnet und ermöglicht nun einen ungehinderten Verkehrsfluss auf dem Roe Highway über den Great Eastern Highway. Die Kreuzung enthält auch eine Auffahrtrampe aus Richtung Norden in Richtung Osten für Schwerfahrzeuge, ebenso wie drei Fußgängerunterführungen.

## Stufe 8 / Fremantle Eastern Bypass
In den 1950er-Jahren plante Stephenson eine Fortsetzung des Roe Highway nach Westen vom Kwinana Freeway aus in Richtung Fremantle, durch South Fremantle hindurch entlang der Marine Terrace und dann nach Norden zum Anschluss an den Stirling Highway und zum Hafen. Als Teil dieses Plans wurde der Stirling Highway 1974 von seinem damaligen Endpunkt nördlich des Swan River bis zum Anschluss an den Canning Highway verlängert.
Ein schmaler, 4 Kilometer langer Streifen südlich anschließend an diese Kreuzung wurde für eine spätere Straße reserviert, aber da dies nicht Teil des ursprünglichen Stephenson-Plans war, war dieses Gelände bereits früher mit Wohnbebauung belegt. Über einen Zeitraum von fast 20 Jahren erwarb Main Roads Western Australia den größten Teil des für die künftige Straße benötigten Landes. 1985 wurde der erste Kilometer dieser Straße gebaut und verband den Stirling Highway über den Canning Highway hinaus bis zum Leach Highway (westlich der Carrington Street heißt diese Straße High Street). Die verbleibenden 3 Kilometer Land südlich davon erhielten dann den Namen Fremantle Eastern Bypass.
Am südlichen Ende des geplanten Fremantle Eastern Bypass wurde ein 8 Kilometer langer Landstreifen in Ost-West-Richtung für den Straßenbau reserviert. Dieser wurde als 'Roe Highway Abschnitt 8' bezeichnet. Der größte Teil davon blieb das ganze ausgehende 20. Jahrhundert urbanes Buschland. Dieser Bauabschnitt sollte das letzte Stück eines großen Autobahnrings um Perth werden, wie er ursprünglich von Stephenson geplant war.
Es gab aber Probleme mit der geplanten Verbindung, was auf Planänderungen der Regierung seit der Zeit von Stephenson zurückzuführen war. Diese umfassten u. a. den Verzicht auf eine Straße durch Fremantle, die stattdessen durch den Fremantle Eastern Bypass ersetzt werden sollte. Einige Einwohner von Fremantle wehrten sich heftig gegen die geplante vierspurige Straße. Sie führten ins Feld, dass die neue Straße die ganze Gegend zerteilen, städtisches Waldland zerstören und drei nahegelegene Schulen empfindlich stören würde. Auch der geplante ‚Roe Highway Abschnitt 8’ würde das Gebiet zwischen North Lake und Bibra Lake durchschneiden, ein für die Umwelt wichtiges Feuchtgebiet. Die ‚’Environmental Protection Authority’’ schrieb in ihrem Bericht über die geplante Schnellstraße, dass sie auf die als sehr schützenswert eingestuften Beeliar Wetlands einen wesentlichen, negativen Einfluss haben würde.
Die neue, 2001 ans Ruder gekommene Staatsregierung ließ die Pläne für den Fremantle Eastern Bypass und den Roe Highway Abschnitt 8 fallen und versprach, das für den Fremantle Eastern Bypass reservierte Land zu verkaufen. Als sie das tat, präsentierte die Regierung einen 6-Punkte-Plan, der dem zunehmenden Schwerverkehr vom und zum Hafen von Fremantle Rechnung tragen sollte. Die Eisenbahn sollte besser für diese Transportaufgaben genutzt und die LKWs effektiver eingesetzt werden. Außerdem sollte ein Tiefwasser-Containerhafen bei Rockingham entstehen. Wie versprochen, wurde das für den Fremantle Eastern Bypass reservierte Land verkauft und erbrachte AU-$ 17 Mio. Dieses Geld wurde in eine neue, höhenfreie Kreuzung zwischen Leach Highway und Orrong Street in Welshpool investiert.
Während der Diskussion um die Aufgabe der Straßenbaupläne und den geplanten Landverkauf mischten sich auch die Einwohner der Local Government Area City of Melville ein, da die beiden Straßen einen Großteil des Schwerverkehrs vom Leach Highway abgeleitet hätten. Dieser führt, obwohl als Schnellstraße klassifiziert, durch einige Wohnvororte von Perth.
Als Teil der Finanzierungsvereinbarung für die Abschnitte 6 und 7 des Roe Highway hatte sich die Regierung von Western Australia, die einen Teil der Kosten trug, ausbedungen, dass man die Landreservierung für den Abschnitt 8 beibehielt.
Nach einem weiteren Regierungswechsel im September 2008 begannen nun die Planungsarbeiten für einen Ausbau des Roe Highway über den Kwinana Freeway hinaus bis zur Stock Road. Die Parlamentsdebatte wurde 2012 weitergeführt, weil die Staatsregierung vorhat, die Pläne in die Tat umzusetzen.
Seit 22. Mai 2017 ist der weitere Ausbau des Projektes (Roe 8) gestoppt. Dies geschah auf Grund der Wahlen im März 2017. Gleichwohl laufen Vorbereitungsarbeiten zur Reaktivierung der ehemaligen Roe 8 weiter.

## Ausfahrten und Kreuzungen
Die meisten Anschlüsse am Roe Highway sind höhenfrei.
| Roe Highway                                                |                                 |                                  |                                                            |
| Ausfahrten Richtung Südwesten                              | Entfernung nach Bibra Lake (km) | Entfernung nach Middle Swan (km) | Ausfahrten Richtung Nordosten                              |
| Beginn Roe Highway vom Reid Highway                        | 34,8                            | -                                | Ende Roe Highway weiter als Reid Highway                   |
| Middle Swan Great Northern Highway (Süd) & (Nord)          | 34,8                            | -                                | Middle Swan Great Northern Highway (Süd) & (Nord)          |
| Middle Swan, Stratton Toodyay Road                         | 33,4                            | 1,4                              | Middle Swan, Stratton Toodyay Road                         |
| Midvale Morrison Road                                      | 31,4                            | 3,4                              | Midvale Morrison Road                                      |
| Ende der Überschneidung mit der N95                        | 30,5                            | 4,3                              | Beginn der Überschneidung mit der N95                      |
| Midvale Great Eastern Highway (Ost) & (West)               | 30,5                            | 4,3                              | Midvale Great Eastern Highway (Ost) & (West)               |
| Beginn der Überschneidung mit der N94                      | 30,5                            | 4,3                              | Ende der Überschneidung mit der N94                        |
| keine Ausfahrt                                             | 29,7                            | 5,1                              | Bellevue Clayton Street                                    |
| Ende der Überschneidung mit der N94                        | 27,7                            | 7,1                              | Beginn der Überschneidung mit der N94                      |
| Hazelmere Great Eastern Highway Bypass                     | 27,7                            | 7,1                              | Hazelmere Great Eastern Highway Bypass                     |
| High Wycombe, Maida Vale Kalamunda Road                    | 24,9                            | 9,9                              | High Wycombe, Maida Vale Kalamunda Road                    |
| keine Ausfahrt                                             | 23,6                            | 11.2                             | High Wycombe, Maida Vale Maida Vale Road                   |
| Forrestfield Berkshire Road (West)                         | 21,2                            | 13,6                             | Forrestfield Berkshire Road (West)                         |
| Forrestfield Berkshire Road (East)                         | 21,2                            | 13,6                             | Forrestfield Berkshire Road (East)                         |
| Kewdale, Forrestfield, Wattle Grove Tonkin Highway (Süd)   | 18,8                            | 16,0                             | Kewdale, Forrestfield, Wattle Grove Tonkin Highway (Süd)   |
| Kewdale, Forrestfield, Wattle Grove Tonkin Highway (Nord)  | 18,6                            | 16,2                             | Kewdale, Forrestfield, Wattle Grove Tonkin Highway (Nord)  |
| keine Ausfahrt                                             | 18,0                            | 16,8                             | Kewdale Chrisholm Crescent                                 |
| East Cannington, Welshpool Orrong Road/Welshpool Road East | 16,7                            | 18,1                             | East Cannington, Welshpool Orrong Road/Welshpool Road East |
| Beckenham Kenwick Link                                     | 12,5                            | 22,3                             | Beckenham Kenwick Link                                     |
| CANNING RIVER                                              | 11,9                            | 22,9                             | CANNING RIVER                                              |
| Lynwood, Langford, Thornlie, Canning Vale Nicholson Road   | 9,2                             | 25,6                             | Lynwood, Langford, Thornlie, Canning Vale Nicholson Road   |
| Lynwood, Willetton Willeri Drive                           | 6,6                             | 28,2                             | Lynwood, Willetton Willeri Drive                           |
| Leeming South Street                                       | 4,6                             | 30,2                             | Leeming South Street                                       |
| Jandakot Karel Avenue                                      | 1,5                             | 33,3                             | Jandakot Karel Avenue                                      |
| Ende Roe Highway weiter als Kwinana Freeway                | -                               | 34,8                             | Beginn Roe Highway vom Kwinana Freeway                     |

## Quelle
- Steve Parish: Australian Touring Atlas. Steve Parish Publishing, Archerfield QLD 2007, ISBN 978-1-74193-232-4, S. 77 (englisch).